# 索洛尼齊亞河 (奧列布河支流)
索洛尼察河（烏克蘭語：Солониця），是烏克蘭西部的河流，屬於奧列布河的左支流。該河發源自科布洛以東，流經利維夫州的桑比爾區，河道全長10公里，流域面積9.4平方公里。